# Rekin widmo
Rekin widmo (ang. Ghost Shark) – amerykański horror z elementami fantasy z 2013 roku w reżyserii Griffa Fursta.
Premiera filmu miała miejsce 22 sierpnia 2013 roku na antenie Syfy.

## Opis fabuły
Widmo rekina sieje grozę w miasteczku Smallport. Duch powraca by dokonać zemsty.

## Obsada
- Mackenzie Rosman jako Ava Conte
- Dave Davis jako Blaise Shaw
- Sloane Coe jako Cicely Conte
- Amy Brassette jako Victoria Brubaker
- Lucky Johnson jako Burmistrz Glen Stahl
- Jaren Mitchell jako Cameron Stahl
- Eliot Brasseaux jako Nerd
- Brooke Hurring jako Taylor